# Planegg
Planegg is een plaats in de Duitse deelstaat Beieren en maakt deel uit van het Landkreis München.
Planegg telt 11.002 inwoners. De plaats ligt 13 kilometer van het centrum van Munchen en is bereikbaar met de S6 van de S-Bahn van München. 

## Geboren
- Kurt Landauer (1884-1961), Duits voetballer en voorzitter van FC Bayern München

## Overleden
- Johan Bastiaan van Heutsz (1882-1945), Nederlands arts, tropengeneeskundige en SS-oberstrumbahnführer
- Karl Valentin (1882-1948), Beiers komiek, schrijver en filmregisseur
- Horst Tappert (1923-2008), acteur (onder meer rol van Derrick)

De bekende Duitse acteur Elmar Wepper woont in Planegg. De biologiefaculteit van de Ludwig Maximilian universiteit uit Munchen is er gevestigd. En de game-uitgever Plaion (eerder bekend als ´Koch Media´) heeft er een vestiging.
Aschheim ·
Aying ·
Baierbrunn ·
Brunnthal ·
Feldkirchen ·
Garching bei München ·
Gräfelfing ·
Grasbrunn ·
Grünwald ·
Haar ·
Hohenbrunn ·
Höhenkirchen-Siegertsbrunn ·
Ismaning ·
Kirchheim bei München ·
Neubiberg ·
Neuried ·
Oberhaching ·
Oberschleißheim ·
Ottobrunn ·
Planegg ·
Pullach im Isartal ·
Putzbrunn ·
Sauerlach ·
Schäftlarn ·
Straßlach-Dingharting ·
Taufkirchen ·
Unterföhring ·
Unterhaching ·
Unterschleißheim